# شازل (كيبك)
شازل (بالإنجليزية: Chazel, Quebec)‏ هي بلدية محلية في كيبيك تقع في كندا في Abitibi-Ouest Regional County Municipality. يقدر عدد سكانها بـ 289 نسمة ومساحتها 138.90 كم2 .